# Lukas Walcher
Lukas Walcher (* 20. Februar 1990 in Schladming, Steiermark) ist ein österreichischer Schauspieler. 

## Leben
Lukas Walcher sammelte schon im frühen Kindesalter erste Theatererfahrungen in einem Laienverein. Nach dem Schulabschluss war er als freier Schauspieler in Graz tätig, wo er u. a. mit Ernst M. Binder am Dramagraz zusammenarbeitete. Danach studierte er von 2014 bis 2015 Schauspiel am Konservatorium Klagenfurt, ehe er im Herbst 2015 an die Hochschule für Schauspielkunst Ernst Busch nach Berlin wechselte.  Während des Studiums wirkte er in mehreren Theaterstücken (u. a. an der Schaubühne am Lehniner Platz) und Kurzfilmen mit. Nach seinem Studienabschluss 2019 stand Walcher für den Fernsehfilm Tatort: Das perfekte Verbrechen unter der Regie von Brigitte Maria Bertele zum ersten Mal in einer Ensemblehauptrolle vor der Kamera und hatte im selben Jahr einen Auftritt im Kinofilm Hinterland von Stefan Ruzowitzky.
Von 2019 bis 2023 war er Ensemblemitglied am Schauspielhaus Graz unter der Leitung von Iris Laufenberg.
Walcher ist auch als Sprecher für Hörspiele und -bücher tätig.

## Filmografie (Auswahl)
- 2019: Tatort: Das perfekte Verbrechen
- 2020: SOKO Kitzbühel: Zwei Fliegen
- 2020: Walking on Sunshine (Staffel 3, 4 Episoden)
- 2021: Wilder (Staffel 4, 6 Episoden, Regie: Claudio Fäh)
- 2021: Hinterland
- 2023: Blind ermittelt – Mord an der Donau (Fernsehreihe)
- 2023: Cornetto im Gras (Kurzfilm, Regie: David Lapuch)
- 2023: Der Pass (Staffel 3, 8 Episoden)
- 2023: Ein ganzes Leben
- 2024: Des Teufels Bad
- 2024: Landkrimi: Steirergift (Fernsehreihe)
- 2024: Ei koskaan yksin
- 2025: Totenfrau (Fernsehserie)
- 2025: Uhudler-Verschwörung – Ein Stinatz-Krimi (Fernsehreihe)

## Theater (Auswahl)
- 2015: Gier von Sarah Kane, Ernst M. Binder, Dramagraz
- 2016: Jarmuk von Ernst M. Binder, Ernst M. Binder, Dramagraz
- 2017: Der gute Mensch von Sezuan von Bertolt Brecht, Peter Kleinert, Schaubühne am Lehniner Platz
- 2019: Manaraga. Tagebuch eines Meisterkochs von Wladimir Sorokin, Blanka Rádóczy, Schauspielhaus Graz
- 2019: Jedermann (stirbt) von Ferdinand Schmalz, Daniel Foerster, Schauspielhaus Graz
- 2020: Schwarze Milch von Wassili Wladimirowitsch Sigarew, Jan Stephan Schmieding, Schauspielhaus Graz
- 2020: dritte republik (eine vermessung) von Thomas Köck, Anita Vulesica, Schauspielhaus Graz
- 2021: Das Licht im Kasten (Straße? Stadt? Nicht mit mir!) von Elfriede Jelinek, Franz-Xaver Mayr, Schauspielhaus Graz
- 2022: Garland von Svenja Viola Bungarten, Anita Vulesica, Schauspielhaus Graz
- 2023: Penthesilea oder Der Abend nach dem Begräbnis der besten Freundin von Heinrich von Kleist/Marlene Streeruwitz, Franz-Xaver Mayr, Schauspielhaus Graz

## Hörspiele
- 2016: Steffen Moratz: Absence (Regie: Steffen Moratz) Hörspiel Ö1/MDR

## Auszeichnungen
- 2021: Kleine Zeitung Kopf des Jahres (Kategorie: Kultur)[5]
- 2023: Ernst Binder-Stipendium[6]